# 1992-es magyar úszóbajnokság
Az 1992-es magyar úszóbajnokságot júniusban rendezték meg Budapesten.

## Eredmények

### Férfiak
| Versenyszám                       | Arany                                                                          | Arany    | Ezüst                                                                        | Ezüst    | Bronz                                  | Bronz    |
| --------------------------------- | ------------------------------------------------------------------------------ | -------- | ---------------------------------------------------------------------------- | -------- | -------------------------------------- | -------- |
| 50 m gyorsúszás június 25.        | Szabados Béla Békéscsabai UK                                                   | 23,62    | Horváth Budapesti Rendészeti SE                                              | 24,22    | Zsilinszki Tibor Békéscsabai UK        | 25,16    |
| 100 m gyorsúszás június 23.       | Szabados Béla Békéscsabai UK                                                   | 51,06    | Czene Attila Budapesti Rendészeti SE                                         | 51,18    | Szilágyi Zoltán BVSC                   | 52,52    |
| 200 m gyorsúszás június 21.       | Czene Attila Budapesti Rendészeti SE                                           | 1:50,13  | Szabados Béla Békéscsabai UK                                                 | 1:50,35  | Kalaus Valter Bp. Honvéd               | 1:52,30  |
| 400 m gyorsúszás június 24.       | Szilágyi Zoltán BVSC                                                           | 3:55,69  | Kalaus Valter Bp. Honvéd                                                     | 3:58,55  | Kovács György Bp. Spartacus            | 4:05,11  |
| 1500 m gyorsúszás június 26.      | Szilágyi Zoltán BVSC                                                           | 15:41,63 | Darnyi Tamás Budapesti Rendészeti SE                                         | 15:42,61 | Kalaus Valter Bp. Honvéd               | 15:57,18 |
| 100 m hátúszás június 25.         | Deutsch Tamás Bp. Honvéd                                                       | 57,17    | Darnyi Tamás Budapesti Rendészeti SE                                         | 57,32    | Csépányi András Dunaferr               | 59,68    |
| 200 m hátúszás június 23.         | Deutsch Tamás Bp. Honvéd                                                       | 2:01,54  | Ágh Olivér Bp. Honvéd                                                        | 2:02,81  | Bánki Bp. Spartacus                    | 2:06,61  |
| 100 m mellúszás június 21.        | Güttler Károly Budapesti Rendészeti SE                                         | 1:02,23  | Rózsa Norbert Budapesti Rendészeti SE                                        | 1:02,31  | Horváth Zoltán Budapesti Rendészeti SE | 1:004,28 |
| 200 m mellúszás június 24.        | Rózsa Norbert Budapesti Rendészeti SE                                          | 2:14,20  | Güttler Károly Budapesti Rendészeti SE                                       | 2:14,71  | Juhász Bp. Spartacus                   | 2:21,08  |
| 100 m pillangóúszás június 22.    | Horváth Péter Budapesti Rendészeti SE                                          | 55,75    | Szabados Béla Békéscsabai UK                                                 | 56,05    | Deutsch Tamás Bp. Honvéd               | 56,91    |
| 200 m pillangóúszás június 25.    | Czene Attila Budapesti Rendészeti SE                                           | 2:00,12  | Kiss Zsolt. Dunaferr                                                         |          | Horváth Péter Budapesti Rendészeti SE  | 2:06,52  |
| 200 m vegyes úszás június 26.     | Czene Attila Budapesti Rendészeti SE                                           | 2:03,03  | Güttler Károly Budapesti Rendészeti SEHorváth Zoltán Budapesti Rendészeti SE | 2:08,84  |                                        |          |
| 400 m vegyes úszás június 22.     | Czene Attila Budapesti Rendészeti SE                                           | 4:21,12  | Darnyi Tamás Budapesti Rendészeti SE                                         | 4:31,30  | Juhász Bp. Spartacus                   | 4:37,78  |
| 4 × 100 m gyorsváltó június 24.   | Budapesti Rendészeti SE Czene Attila Horváth Zoltán Horváth Péter Darnyi Tamás | 3:28,73  | Dunaferr                                                                     |          | Bp. Honvéd                             |          |
| 4 × 200 m gyorsváltó június 22.   | Budapesti Rendészeti SE Horváth Zoltán Horváth Péter Czene Attila Darnyi Tamás | 7:41,11  | Dunaferr                                                                     | 7:59,19  | BVSC                                   | 8:16,34  |
| 4 × 100 m vegyes váltó június 26. | Budapesti Rendészeti SE Czene Attila Güttler Károly Darnyi Tamás Horváth Péter | 3:49,91  | Dunaferr                                                                     | 4:00,13  | Bp. Spartacus                          | 4:02,58  |

### Nők
| Versenyszám                       | Arany                                                                        | Arany   | Ezüst                             | Ezüst   | Bronz                        | Bronz   |
| --------------------------------- | ---------------------------------------------------------------------------- | ------- | --------------------------------- | ------- | ---------------------------- | ------- |
| 50 m gyorsúszás június 26.        | Lakos Gyöngyvér Ferencvárosi TC                                              | 27,33   | Komlódi Gabriella Szeged SC       | 27,96   | Körmendy BVSC                | 28,05   |
| 100 m gyorsúszás június 21.       | Balyi Györgyi Bp. Spartacus                                                  | 59,14   | Lakos Gyöngyvér Ferencvárosi TC   | 59,51   | Szalai Szilvia Szeged SC     | 59,66   |
| 200 m gyorsúszás június 22.       | Egerszegi Krisztina Bp. Spartacus                                            | 2:03,16 | Balyi Györgyi Bp. Spartacus       | 2:06,87 | Szalai Szilvia Szeged SC     | 2:07,62 |
| 400 m gyorsúszás június 23.       | Balyi Györgyi Bp. Spartacus                                                  | 4:23,14 | Kiss Judit Veszprémi UK           | 4:24,28 | Moldvai Katalin Veszprémi UK | 4:25,02 |
| 800 m gyorsúszás június 25.       | Egerszegi Krisztina Bp. Spartacus                                            | 8:50,77 | Balyi Györgyi Bp. Spartacus       | 8:53,12 | Kiss Judit Veszprémi UK      | 8:57,96 |
| 100 m hátúszás június 23.         | Egerszegi Krisztina Bp. Spartacus                                            | 1:01,09 | Fekete Szandra Bp. Spartacus      | 1:05,85 | Virágh Katalin OSC           | 1:09,92 |
| 200 m hátúszás június 26.         | Egerszegi Krisztina Bp. Spartacus                                            | 2:10,15 | Szabó Tünde Nyíregyházi VSC       | 2:15,44 | Fekete Szandra Bp. Spartacus | 2:17,25 |
| 100 m mellúszás június 24.        | Csépe Gabriella BVSC                                                         | 1:12,16 | Vizi BVSC                         | 1:14,14 | Pohl Anett BVSC              | 1:14,33 |
| 200 m mellúszás június 22.        | Csépe Gabriella BVSC                                                         | 2:33,34 | Egerszegi Krisztina Bp. Spartacus | 2:37,82 | Pohl Anett BVSC              | 2:38,33 |
| 100 m pillangóúszás június 24.    | Szalai Szilvia Szeged SC                                                     | 1:04,09 | Schulze Renáta Békéscsabai UK     | 1:04,63 | Balyi Györgyi Bp. Spartacus  | 1:04,72 |
| 200 m pillangóúszás június 26.    | Egerszegi Krisztina Bp. Spartacus                                            | 2:12,81 | Szalai Szilvia Szeged SC          | 2:18,23 | Balyi Györgyi Bp. Spartacus  | 2:18,56 |
| 200 m vegyes úszás június 25.     | Egerszegi Krisztina Bp. Spartacus                                            | 2:16,44 | Pohl Anett BVSC                   | 2:22,60 | Kronberg Klára Bp. Spartacus | 2:23,48 |
| 400 m vegyes úszás június 21.     | Egerszegi Krisztina Bp. Spartacus                                            | 4:38,30 | Kronberg Klára Bp. Spartacus      | 4:58,97 | Fekete Szandra Bp. Spartacus | 5:02,36 |
| 4 × 100 m gyorsváltó június 23.   | Bp. Spartacus                                                                | 4:01,92 | Szeged SC                         | 4:04,72 | BVSC                         | 4:06,98 |
| 4 × 200 m gyorsváltó június 21.   | Bp. Spartacus Kovács Regina Fekete Szandra Egerszegi Krisztina Balyi Györgyi | 8:37,21 | BVSC                              | 8:47,84 | Szeged SC                    | 9:23,60 |
| 4 × 100 m vegyes váltó június 25. | Bp. Spartacus                                                                | 4:26,59 | BVSC                              | 4:29,49 | Debreceni Dózsa              | 4:48,95 |